# フランシス・エドワーズ (庶民院議員)
フランシス・エドワーズ（英語: Francis Edwardes、1725年12月15日没）は、グレートブリテン王国の政治家。1722年から1725年まで庶民院議員を務めた。

## 生涯
オーウェン・エドワーズ（Owen Edwardes、ジョン・エドワーズと妻アンの息子）と妻ダマリス（Damaris、旧姓ペロット（Perrott）、ジェームズ・ペロットの娘）の次男として生まれた。
1722年イギリス総選挙でトーリー党候補としてハヴァーフォードウェスト選挙区から出馬、当選を果たした。
1725年12月15日に死去した。遺産のうち、ウォリック伯爵家の旧領は長男が、ハヴァーフォードウェストの領地は次男が継承した。

## 家族
1人目の妻との間に子供はなく、2人目の妻エリザベス・リッチ（Elizabeth Rich、1725年5月14日没、第5代ウォリック伯爵ロバート・リッチの娘）との間で2男1女をもうけた。
- エドワード・ヘンリー（1738年3月18日没[4]） - 生涯未婚[2]
- ウィリアム（1711年ごろ – 1801年9月13日） - 初代ケンジントン男爵[2]
- ルーシー（Lucy） - 1744年、エセックス・メイリック（Essex Meyrick）と結婚[2]

1721年に妻の兄弟の息子にあたる第7代ウォリック伯爵エドワード・ヘンリー・リッチが死去すると、ケンジントンでの不動産などの遺産を継承した。